# Supercopa de Egipto
La Supercopa de Egipto es una competición de fútbol organizada por la Federación Egipcia de Fútbol, se disputa anualmente desde 2001 entre el campeón de la Liga Premier de Egipto y el ganador de la Copa de Egipto. El partido se disputa una semana antes de comenzar la temporada futbolística en Egipto.
El actual campeón de la supercopa es el Al-Ahly (2024), siendo también el club con más títulos obtenidos con 15.

## Finales
| Temporada | Campeón              | Resultado        | Finalista            | Sede de la final                      |
| --------- | -------------------- | ---------------- | -------------------- | ------------------------------------- |
| 2001      | Zamalek              | 2 - 1            | Ghazl El-Mehalla     | Estadio Internacional, El Cairo       |
| 2002      | Zamalek              | 1 - 0            | Al-Mokawloon Al-Arab | Estadio Internacional, El Cairo       |
| 2003      | Al-Ahly              | 0 - 0 (3–1 pen.) | Zamalek              | Estadio Academia Militar, El Cairo    |
| 2004      | Al-Mokawloon Al-Arab | 4 - 2            | Zamalek              | Estadio Academia Militar, El Cairo    |
| 2005      | Al-Ahly              | 1 - 0            | ENPPI Club           | Estadio Arab Contractors, El Cairo    |
| 2006      | Al-Ahly              | 1 - 0            | ENPPI Club           | Estadio Internacional, El Cairo       |
| 2007      | Al-Ahly              | 1 - 1 (4–2 pen.) | Ismaily              | Estadio Internacional, El Cairo       |
| 2008      | Al-Ahly              | 2 - 0            | Zamalek              | Estadio Internacional, El Cairo       |
| 2009      | Haras El-Hodood      | 2 - 0            | Al-Ahly              | Estadio Academia Militar, El Cairo    |
| 2010      | Al-Ahly              | 1 - 0            | Haras El-Hodood      | Estadio Internacional, El Cairo       |
| 2011      | Cancelada            | Cancelada        | Cancelada            | Cancelada                             |
| 2012      | Al-Ahly              | 2 - 1            | ENPPI Club           | Estadio Borg El Arab, Alejandría      |
| 2013      | Cancelada            | Cancelada        | Cancelada            | Cancelada                             |
| 2014      | Al-Ahly              | 0 - 0 (5-4 pen.) | Zamalek              | Estadio Internacional, El Cairo       |
| 2015      | Al-Ahly              | 3 - 2            | Zamalek              | Estadio Hazza Bin Zayed, Al Ain       |
| 2016      | Zamalek              | 0 - 0 (3-1 pen.) | Al-Ahly              | Estadio Mohammed Bin Zayed, Abu Dhabi |
| 2017      | Al-Ahly              | 1 - 0            | Al-Masry             | Estadio Hazza Bin Zayed, Al Ain       |
| 2018      | Al-Ahly              | 3 - 2            | Zamalek              | Estadio Borg El Arab, Alejandría      |
| 2019      | Zamalek              | 0 - 0 (4-3 pen.) | Al-Ahly              | Estadio Mohammed Bin Zayed, Abu Dhabi |
| 2020      | Tala'ea El-Gaish     | 0 - 0 (3-2 pen.) | Al-Ahly              | Estadio Borg El Arab, Alejandría      |
| 2021      | Al-Ahly              | 2 - 0            | Zamalek              | Estadio Hazza Bin Zayed, Al Ain       |
| 2022      | Al-Ahly              | 1 - 0            | Pyramids FC          | Estadio Mohammed Bin Zayed, Abu Dhabi |
| 2023      | Al-Ahly              | 4 - 2            | Future FC            | Estadio Mohammed Bin Zayed, Abu Dhabi |
| 2024      | Al-Ahly              | 0 - 0 (7-6 pen.) | Zamalek              | Estadio Mohammed Bin Zayed, Abu Dhabi |

## Títulos por  club
| Club                 | Campeón | Años campeón                                                                             | Subcampeón | Años subcampeón                                |
| -------------------- | ------- | ---------------------------------------------------------------------------------------- | ---------- | ---------------------------------------------- |
| Al-Ahly              | 15      | 2003, 2005, 2006, 2007, 2008, 2010, 2012, 2014, 2015, 2017, 2018, 2021, 2022, 2023, 2024 | 4          | 2009, 2016, 2019, 2020                         |
| Zamalek              | 4       | 2001, 2002, 2016, 2019                                                                   | 8          | 2003, 2004, 2008, 2014, 2015, 2018, 2021, 2024 |
| Al-Mokawloon Al-Arab | 1       | 2004                                                                                     | 1          | 2002                                           |
| Haras El-Hodood      | 1       | 2009                                                                                     | 1          | 2010                                           |
| Tala'ea El-Gaish     | 1       | 2020                                                                                     | -          |                                                |
| ENPPI Club           | -       | ---                                                                                      | 3          | 2005, 2006, 2012                               |
| Ghazl El-Mehalla     | -       | ---                                                                                      | 1          | 2001                                           |
| Ismaily              | -       | ---                                                                                      | 1          | 2007                                           |
| Al-Masry             | -       | ---                                                                                      | 1          | 2017                                           |
| Pyramids FC          | -       | ---                                                                                      | 1          | 2022                                           |
| Future FC            | -       | ---                                                                                      | 1          | 2023                                           |